# Elezioni parlamentari in Romania del 1996
Le elezioni parlamentari in Romania del 1996 si tennero il 3 novembre per il rinnovo della Camera dei deputati e del Senato.
Si trattò delle seconde elezioni dall'entrata in vigore della Costituzione della Romania del 1991, le terze dalla rivoluzione romena del 1989. Il numero di partiti che partecipò alla competizione elettorale fu inferiore rispetto a quello del 1992. Nel 1996 concorsero 48 formazioni, oltre a quelle che rappresentavano la minoranze etniche. Entrarono in parlamento i membri appartenenti a 6 liste, oltre a 11 deputati dei partiti delle minoranze.
Le elezioni furono vinte dalla coalizione di centro-destra della Convenzione Democratica Romena (CDR) che, dopo sette anni di dominio ininterrotto del centro-sinistra, strappò il potere al Partito della Democrazia Sociale di Romania (PDSR). La CDR formò un governo di coalizione con Partito Democratico e Unione Democratica Magiara di Romania con a capo Victor Ciorbea.
Le elezioni parlamentari si tennero in concomitanza con il primo turno delle elezioni presidenziali che, al ballottaggio, videro la vittoria del leader della CDR Emil Constantinescu, che superò il candidato del PDSR Ion Iliescu.

## Sistema elettorale
Le elezioni si svolsero secondo le disposizioni delle leggi 68/1992 (per il parlamento) e 69/1992 (per il presidente della repubblica) promulgate nel giugno 1992, che avevano regolato anche la precedente tornata elettorale. Avevano diritto al voto i cittadini di almeno 18 anni di età, mentre per candidarsi alle camere erano necessari 23 anni (deputati) e 35 anni (senatori).
La legge elettorale prevedeva un sistema di voto proporzionale e una soglia di sbarramento al 3%. Alle organizzazioni che rappresentavano le minoranze etniche era garantito un rappresentante nella camera dei deputati, a prescindere dal raggiungimento della soglia di sbarramento. La legge prevedeva l'elezione di un deputato ogni 70.000 abitanti e di un senatore ogni 160.000 abitanti.
Il voto era previsto nell'intervallo orario tra le 6:00 e le 21:00.

## Quadro politico
Le elezioni generali del 1992 furono vinte dal partito postcomunista del Fronte Democratico di Salvezza Nazionale, poi ridenominato Partito della Democrazia Sociale di Romania (PDSR). Nel corso dei quattro anni al potere tra il 1992 e il 1996, il presidente della repubblica Ion Iliescu e il primo ministro Nicolae Văcăroiu furono promotori di una lenta politica di transizione all'economia di mercato che, benché proteggesse le fasce più deboli, non riuscì a garantire un netto miglioramento delle condizioni di vita degli abitanti.
Il maggior gruppo di opposizione era la variegata coalizione del centro-destra liberale della Convenzione Democratica Romena (CDR), guidata da Emil Constantinescu, già candidato alla presidenza della repubblica nel 1992. All'interno della CDR, il partner principale del Partito Nazionale Contadino Cristiano Democratico (PNȚCD) era il Partito Nazionale Liberale (PNL) di Mircea Ionescu-Quintus.
Alle elezioni amministrative del giugno 1996, nonostante il PDSR avesse ottenuto discreti risultati, questi furono conseguiti nelle aree rurali e nelle piccole città, realtà più vicine al programma di protezione sociale rappresentato dal partito di Iliescu. Le grandi città furono dominate dalla CDR. Bucarest, ad esempio, passò alla guida di Victor Ciorbea, rappresentante del PNȚCD. Nel corso dei quattro anni di governo il consenso popolare per il PDSR fu eroso da continui scandali di corruzione e dalle difficoltà strutturali del sistema economico. Il discorso dell'opposizione provava ad inserirsi in tali spaccature, promettendo un radicale cambiamento di rotta, in modo da avvicinare la Romania agli standard dei paesi occidentali.

## Campagna elettorale
I principali partiti scelsero due direttori separati per la campagna elettorale, ossia uno per le parlamentari e uno per le presidenziali. Per le parlamentari furono designati:
- CDR: Remus Opriș
- PDSR: Ovidiu Șincai
- USD: Radu Berceanu
- UDMR: Csaba Takács
- PUNR: Ioan Gavra
- ANL: Laurian Oniga

Nel novembre 1995 la Convenzione Democratica Romena presentò il proprio programma politico, il documento chiamato Contratto con la Romania, una dichiarazione d'intenti che prometteva la realizzazione di venti punti entro i primi duecento giorni di assunzione dell'incarico da parte di un governo guidato dalla CDR. L'8 agosto 1996 i componenti della CDR trovarono un accordo per la definizione dei membri che avrebbero preso parte alla coalizione per le elezioni parlamentari di novembre. Il leader della coalizione Emil Constantinescu presentò il proprio programma per le presidenziali già nel giugno 1996 e iniziò la campagna elettorale nel mese di settembre. Il concetto chiave richiamato costantemente dalla dirigenza nel corso della campagna fu quello del cambiamento, rispetto alla stagnazione economica e sociale della Romania sotto Iliescu e dopo decenni di dittatura. Constantinescu prometteva la difesa del diritto alla proprietà privata, ampie liberalizzazioni, l'applicazione di una legislazione anticomunista e una politica basata sulla rettitudine morale e l'onestà. Tra le altre proposte del candidato alla presidenza spiccò quella del reclutamento di 15.000 specialisti cui affidare posizioni strategiche nel quadro dell'amministrazione dello stato. Rispetto al 1992 il rafforzamento della stampa indipendente e la nascita di diverse emittenti televisive private giocò a favore di Constantinescu e della CDR.
Il PDSR confermò la candidatura di Ion Iliescu nel corso della conferenza nazionale del partito del 26 luglio 1996, elemento che fu alla base della campagna elettorale del partito. La retorica elettorale del candidato presidente reclamava il ruolo provvidenziale e l'importanza del PDSR nella storia recente del paese. La popolarità del governo, tuttavia, era in calo, con evidenti riflessi sui sondaggi. Una ricerca IRSOP dell'ottobre 1996 dava il PDSR al 24% e la CDR al 30%. Con il crescere dell'opposizione, i discorsi di Iliescu ripiegarono su accenti nazionalisti, evocando scenari catastrofici nel caso di una vittoria della CDR. Dal punto di vista mediatico Iliescu riusciva a conservare il proprio potere sulla TV di stato, che rimaneva il principale strumento di informazione per gli elettori delle aree più isolate, malgrado l'emergere dei media indipendenti.
Tra gli altri gruppi principali, concorse alle elezioni anche l'Unione Social-Democratica, coalizione di centro-sinistra formata da Partito Democratico e Partito Social Democratico Romeno, guidata dell'ex primo ministro Petre Roman. Tra i più importanti partiti nazionalisti e regionalisti, parteciparono l'Unione Democratica Magiara di Romania, rappresentante della minoranza ungherese, il Partito dell'Unità Nazionale Romena, in calo dopo l'infruttuosa esperienza nel governo Văcăroiu, e il Partito Grande Romania, emergente formazione ultranazionalista spinta dai proclami del suo leader Corneliu Vadim Tudor.

## Risultati

### Camera dei Deputati
| Liste                                                        | Liste | Liste    | Voti       | %     | Seggi | +/- (%) | +/- (Seggi) |
| ------------------------------------------------------------ | --- | -------- | ---------- | ----- | ----- | ------- | ----------- |
|                                                              | Convenzione Democratica Romena - Partito Nazionale Contadino Cristiano Democratico - Partito Nazionale Liberale - Partito Ecologista Romeno - Partito Nazionale Liberale - Convenzione Democratica - Partito Alternativa di Romania - Federazione Ecologista di Romania | CDR      | 3 692 321  | 30,17 | 122   | 10,16   | 40          |
|                                                              | Partito della Democrazia Sociale di Romania | PDSR     | 2 633 860  | 21,52 | 91    | 6,20    | 26          |
|                                                              | Unione Social-Democratica - Partito Democratico - Partito Social Democratico Romeno | USD      | 1 582 231  | 12,93 | 53    | 2,74    | 10          |
|                                                              | Unione Democratica Magiara di Romania | UDMR     | 812 628    | 6,64  | 25    | 0,82    | 2           |
|                                                              | Partito Grande Romania | PRM      | 546 430    | 4,46  | 19    | 0,57    | 3           |
|                                                              | Partito dell'Unità Nazionale Romena | PUNR     | 533 348    | 4,36  | 18    | 3,36    | 12          |
|                                                              | Partito Socialista | PS       | 280 364    | 2,29  | -     |         |             |
|                                                              | Partito Socialista del Lavoro | PSM      | 262 563    | 2,15  | -     | 0,89    | 13          |
|                                                              | Partito Socialista Romeno dei Lavoratori | PSMR     | 212 303    | 1,73  | -     |         |             |
|                                                              | Alleanza Nazionale Liberale - Partito Alleanza Civica - Partito Liberale 1993 | ANL      | 192 495    | 1,57  | -     |         |             |
|                                                              | Partito dei Pensionati di Romania | PPR      | 175 676    | 1,44  | -     |         |             |
|                                                              | Unione Nazionale di Centro - Partito Democratico Agrario di Romania - Movimento Ecologista di Romania - Partito Umanista Romeno | UNC      | 106 069    | 0,87  | -     |         |             |
|                                                              | Partito Nazionale Contadino |          | 102 831    | 0,84  | -     | 0,39    | Stabile     |
|                                                              | Alleanza Nazionale Liberale Ecologista - Partito Nazionale Liberale-Câmpeanu - Unione Liberale Brătianu - Partito Ecologista | ANLE     | 96 412     | 0,79  | -     |         |             |
|                                                              | Partito dei Rom | PR       | 82 195     | 0,67  | 1     | 0,19    | Stabile     |
|                                                              | Unione dei Rom |          | 71 020     | 0,58  | -     |         |             |
|                                                              | Partito Nazionale Democratico Cristiano | PNDC     | 69 380     | 0,57  | -     | 0,46    | Stabile     |
|                                                              | Partito Nazionale degli Automobilisti |          | 56 387     | 0,46  | -     |         |             |
|                                                              | Partito Romeno dei Lavoratori |          | 50 011     | 0,41  | -     |         |             |
|                                                              | Partito Nuova Romania |          | 33 672     | 0,28  | -     |         |             |
|                                                              | Partito Libero Repubblicano |          | 29 576     | 0,24  | -     | 0,12    | Stabile     |
|                                                              | Partito Convenzione Ecologista di Romania |          | 27 544     | 0,23  | -     |         |             |
|                                                              | Partito della Riunificazione - Opzione Dacico-Latina |          | 25 620     | 0,21  | -     |         |             |
|                                                              | Forum Democratico dei Tedeschi in Romania | FDGR     | 23 888     | 0,20  | 1     | 0,12    | Stabile     |
|                                                              | Partito degli ex non comunisti e dei detenuti politici |          | 21 060     | 0,17  | -     |         |             |
|                                                              | Unione Democratica Cristiana |          | 19 693     | 0,16  | -     | 0,11    | Stabile     |
|                                                              | Partito per la Patria | PPP      | 17 841     | 0,15  | -     |         |             |
|                                                              | Partito Repubblicano | PR       | 17 190     | 0,14  | -     | 1,49    | Stabile     |
|                                                              | Partito della Protezione Sociale di Romania |          | 16 762     | 0,14  | -     |         |             |
|                                                              | Partito Magiaro Libero Democratico di Romania |          | 14 333     | 0,12  | -     |         |             |
|                                                              | Federazione delle Comunità Ebraiche di Romania | FCER     | 12 746     | 0,10  | 1     |         |             |
|                                                              | Partito dei Privati-Partito Social Democratico |          | 11 990     | 0,10  | -     |         |             |
|                                                              | Comunità dei Russi Lipoveni di Romania | CRLR     | 11 902     | 0,10  | 1     | 0,04    | Stabile     |
|                                                              | Unione degli Armeni di Romania | UAR      | 11 543     | 0,09  | 1     | 0,02    | Stabile     |
|                                                              | Comunità Italiana di Romania | CIR      | 11 454     | 0,09  | 1     | 0,05    | Stabile     |
|                                                              | Partito Liberale Cristiano |          | 10 345     | 0,08  | -     |         |             |
|                                                              | Associazione degli Italiani di Romania | RO.AS.IT | 9 833      | 0,08  | -     |         |             |
|                                                              | Partito Socialista Romeno | PSR      | 9 103      | 0,07  | -     |         |             |
|                                                              | Unione Culturale degli Albanesi di Romania | UCAR     | 8 722      | 0,07  | 1     |         |             |
|                                                              | Unione Ellenica di Romania | UER      | 8 463      | 0,07  | 1     | 0,01    | Stabile     |
|                                                              | Partito Rinascita della Romania Ion Mihalache |          | 7 751      | 0,06  | -     |         |             |
|                                                              | Partito della Rivoluzione Romena |          | 7 340      | 0,06  | -     |         |             |
|                                                              | Unione degli Ucraini di Romania | UUR      | 7 165      | 0,06  | 1     | 0,01    | Stabile     |
|                                                              | Unione Democratica dei Serbi di Romania | UDSR     | 6 851      | 0,06  | 1     | 0,01    | Stabile     |
|                                                              | Unione Democratica degli Slovacchi e dei Cechi di Romania | UDSCR    | 6 531      | 0,05  | 1     | 0,01    | Stabile     |
|                                                              | Unione Democratica dei Tatari Turco-Musulmani di Romania | UDTTMR   | 6 319      | 0,05  | 1     | 0,02    | Stabile     |
|                                                              | Comunità Bratstvo dei Bulgari di Romania | CBBR     | 5 359      | 0,04  | 1     |         |             |
|                                                              | Comunità dell'Etnia Rom di Romania |          | 5 227      | 0,04  | -     |         |             |
|                                                              | Unione Democratica Turca di Romania | UDTR     | 4 326      | 0,04  | 1     | 0,02    | Stabile     |
|                                                              | Unione Democratica degli Ucraini di Romania |          | 4 132      | 0,03  | -     |         |             |
|                                                              | Unione Bulgara del Banato | UBB      | 4 115      | 0,03  | -     | 0,01    | 1           |
|                                                              | Forum della Gioventù Sicula |          | 2 142      | 0,02  | -     |         |             |
|                                                              | Unione dei Polacchi di Romania | UPR      | 1 842      | 0,02  | 1     | 0,01    | Stabile     |
|                                                              | Federazione degli Italiani di Romania |          | 1 711      | 0,01  | -     |         |             |
|                                                              | Unione Ellenica di Romania-Comunità Ellenica di Prahova |          | 1 509      | 0,01  | -     |         |             |
|                                                              | Partito della Solidarietà Democratica |          | 1 352      | 0,01  | -     |         |             |
|                                                              | Comunità degli Italiani di Galați |          | 791        | 0,01  | -     |         |             |
|                                                              | Comunità degli Italiani di Pitești |          | 695        | 0,01  | -     |         |             |
|                                                              | Unione Generale delle Associazioni dell'Etnia Hutsuli |          | 646        | 0,01  | -     |         |             |
|                                                              | Unione dei Rom del distretto di Costanza |          | 640        | 0,01  | -     |         |             |
|                                                              | Unione dei Croati di Romania | UCR      | 486        | 0,00  | -     | Stabile | Stabile     |
|                                                              | Associazione Social Culturale della Romania |          | 439        | 0,00  | -     |         |             |
|                                                              | Comunità Italiana del distretto di Prahova |          | 437        | 0,00  | -     |         |             |
|                                                              | Federazione degli Italiani di Romania-Comunità Italiana Ovidius di Costanza |          | 311        | 0,00  | -     |         |             |
|                                                              | Indipendenti | Ind.     | 248 825    | 2,03  | -     |         |             |
| Totale                                                       | Totale | Totale   | 12 238 746 |       | 343   |         | 2           |
| Fonte: Università dell'Essex, Autorità Elettorale Permanente | |          |            |       |       |         |             |

| Voti nulli                  | 834 687    |
| Votanti (affluenza: 76,01%) | 13 088 388 |
| Aventi diritto voto         | 17 218 654 |

### Senato
| Liste                                                        | Liste | Liste  | Voti       | %     | Seggi | +/- (%) | +/- (Seggi) |
| ------------------------------------------------------------ | --- | ------ | ---------- | ----- | ----- | ------- | ----------- |
|                                                              | Convenzione Democratica Romena - Partito Nazionale Contadino Cristiano Democratico - Partito Nazionale Liberale - Partito Ecologista Romeno - Partito Nazionale Liberale - Convenzione Democratica - Partito Alternativa di Romania - Federazione Ecologista di Romania | CDR    | 3 772 084  | 30,70 | 53    | 10,54   | 19          |
|                                                              | Partito della Democrazia Sociale di Romania | PDSR   | 2 836 011  | 23,08 | 41    | 5,21    | 8           |
|                                                              | Unione Social-Democratica - Partito Democratico - Partito Social Democratico Romeno | USD    | 1 617 384  | 13,16 | 23    | 2,78    | 5           |
|                                                              | Unione Democratica Magiara di Romania | UDMR   | 837 760    | 6,82  | 11    | 0,76    | 1           |
|                                                              | Partito Grande Romania | PRM    | 558 026    | 4,54  | 8     | 0,69    | 2           |
|                                                              | Partito dell'Unità Nazionale Romena | PUNR   | 518 962    | 4,22  | 7     | 3,90    | 7           |
|                                                              | Partito Socialista | PS     | 277 104    | 2,26  | -     |         |             |
|                                                              | Partito Socialista del Lavoro | PSM    | 265 659    | 2,16  | -     | 1,02    | 5           |
|                                                              | Alleanza Nazionale Liberale - Partito Alleanza Civica - Partito Liberale 1993 | ANL    | 236 132    | 1,92  | -     |         |             |
|                                                              | Partito dei Pensionati di Romania | PPR    | 178 654    | 1,45  | -     |         |             |
|                                                              | Partito Socialista Romeno dei Lavoratori | PSMR   | 163 582    | 1,33  | -     |         |             |
|                                                              | Unione Nazionale di Centro - Partito Democratico Agrario di Romania - Movimento Ecologista di Romania - Partito Umanista Romeno | UNC    | 118 859    | 0,97  | -     |         |             |
|                                                              | Partito Nazionale Contadino |        | 86 746     | 0,71  | -     | 0,31    | Stabile     |
|                                                              | Alleanza Nazionale Liberale Ecologista - Partito Nazionale Liberale-Câmpeanu - Unione Liberale Brătianu - Partito Ecologista | ANLE   | 86 359     | 0,70  | -     |         |             |
|                                                              | Partito dei Rom | PR     | 80 622     | 0,66  | -     | 0,28    | Stabile     |
|                                                              | Unione dei Rom |        | 72 648     | 0,59  | -     |         |             |
|                                                              | Partito Nazionale Democratico Cristiano | PNDC   | 65 932     | 0,54  | -     | 0,42    | Stabile     |
|                                                              | Partito Nazionale degli Automobilisti |        | 57 644     | 0,47  | -     |         |             |
|                                                              | Partito Romeno dei Lavoratori |        | 49 325     | 0,40  | -     |         |             |
|                                                              | Partito Libero Repubblicano |        | 36 877     | 0,30  | -     | 0,18    | Stabile     |
|                                                              | Partito Nuova Romania |        | 35 027     | 0,29  | -     |         |             |
|                                                              | Partito Convenzione Ecologista di Romania |        | 33 888     | 0,28  | -     |         |             |
|                                                              | Partito della Riunificazione - Opzione Dacico-Latina |        | 28 622     | 0,23  | -     |         |             |
|                                                              | Unione Democratica Cristiana |        | 23 656     | 0,19  | -     | 0,15    | Stabile     |
|                                                              | Partito per la Patria | PPP    | 21 295     | 0,17  | -     |         |             |
|                                                              | Partito degli ex non comunisti e dei detenuti politici |        | 20 989     | 0,17  | -     |         |             |
|                                                              | Partito della Protezione Sociale di Romania |        | 20 972     | 0,17  | -     |         |             |
|                                                              | Partito Repubblicano | PR     | 20 273     | 0,16  | -     | 1,73    | Stabile     |
|                                                              | Partito Socialista Romeno | PSR    | 18 834     | 0,15  | -     |         |             |
|                                                              | Partito Magiaro Libero Democratico di Romania |        | 12 103     | 0,10  | -     |         |             |
|                                                              | Partito dei Privati-Partito Social Democratico |        | 11 627     | 0,09  | -     |         |             |
|                                                              | Partito Rinascita della Romania Ion Mihalache |        | 9 111      | 0,07  | -     |         |             |
|                                                              | Comunità dell'Etnia Rom di Romania |        | 6 073      | 0,05  | -     |         |             |
|                                                              | Partito Liberale Cristiano |        | 5 933      | 0,05  | -     |         |             |
|                                                              | Partito della Rivoluzione Romena |        | 2 938      | 0,02  | -     |         |             |
|                                                              | Unione dei Rom del distretto di Costanza |        | 763        | 0,01  | -     |         |             |
|                                                              | Partito della Solidarietà Democratica |        | 299        | 0,00  | -     |         |             |
|                                                              | Indipendenti | Ind.   | 98 898     | 0,80  | -     |         |             |
| Totale                                                       | Totale | Totale | 12 287 671 |       | 143   |         | Stabile     |
| Fonte: Università dell'Essex, Autorità Elettorale Permanente | |        |            |       |       |         |             |

| Voti nulli                  | 785 977    |
| Votanti (affluenza: 76,01%) | 13 088 388 |
| Aventi diritto voto         | 17 218 654 |

## Conseguenze
La coalizione di centro-destra fu la lista più votata, scardinando il dominio della sinistra di Iliescu, che aveva dominato la scena politica dal 1989. L'ascesa dei gruppi liberali fu accolta positivamente dalla stampa internazionale, che considerò la vittoria della CDR come il primo serio allontanamento del paese dall'ideologia comunista, associandolo alla volontà della Romania di ancorarsi ai valori occidentali.
L'appoggio fornito da Petre Roman a Constantinescu al secondo turno delle presidenziali fu fondamentale per la vittoria di quest'ultimo e per la costituzione del nuovo governo. Il patto tra i leader di USD e CDR prevedeva, infatti, la partecipazione della formazione di Roman ad un governo di coalizione, nel quale cinque ministeri sarebbero stati assegnati all'USD.
Per la prima volta dopo 50 anni, quindi, un partito liberale tornò alla guida della Romania. Il primo avvicendamento al potere dell'era democratica fu considerato da diversi studiosi un momento chiave nella storia del paese, poiché segno la maturazione del sistema politico, che da quel momento fu aperto al pluralismo e alla contrapposizione fra destra e sinistra. Alle elezioni legislative il PDSR riuscì ad avere la meglio della CDR solamente nelle zone rurali, mentre il centro-destra trionfò nelle aree urbane e divenne il primo partito della Romania. Per la prima volta dopo 7 anni dalla rivoluzione, quindi, Iliescu e il partito erede del FSN passarono all'opposizione, perdendo la guida delle maggiori istituzioni del paese. Nel 1996, infatti, l'elettorato disilluso si aggrappò alle speranze di rinnovamento rappresentate dalla CDR, mentre associava il PDSR al passato comunista e antiriformista.
Come da accordi, per avere la sicurezza di una maggioranza parlamentare stabile la CDR formò, quindi, un'alleanza con l'USD di Petre Roman. A questa si aggiunse l'Unione Democratica Magiara di Romania, che il 6 dicembre aderì volontariamente al «Patto per la governabilità e la solidarietà politica» che, unendo CDR, USD e UDMR, riuscì ad assicurare ai contraenti il controllo del 60% dei posti in parlamento. A tal riguardo il deputato UDMR Zsolt Szilágyi commentò: «Noi ungheresi siamo molto orgogliosi di avere potuto contribuire alla democratizzazione dello stato. Gli ungheresi hanno votato contro il nazionalismo estremo e i nazional-comunisti al potere fino al 1996, e a favore della democrazia e delle riforme». Tramite l'accordo le tre nuove forze di governo si impegnavano a portare a termine le privatizzazioni, le riforme economiche e la costruzione di una Romania sul modello occidentale. La nuova alleanza di governo suddivise i posti di potere (ministeri, segreterie ministeriali, aziende di stato, prefetture, incarichi di nomina politica) in base ad un algoritmo che garantiva rappresentanza proporzionale a tutti i componenti. Primo ministro fu indicato il sindaco di Bucarest Victor Ciorbea, mentre la conduzione del senato fu affidata a Petre Roman. Vista l'impossibilità di Constantinescu di rivestire contemporaneamente il ruolo istituzionale e quello di partito, la presidenza della CDR passò a Ion Diaconescu, leader del PNȚCD e nuovo presidente della camera. Nel quadro del governo Ciorbea l'USD ottenne cinque ministeri, mentre l'UDMR due.